# Ильин, Алексей Иванович
Алексей Иванович Ильин (30 марта 1896, хут. Зарытый,  Курская губерния — 10 марта 1962) — советский военачальник, полковник (1942),  полный Георгиевский кавалер.

## Биография
Родился 30 марта 1896 года на хуторе Зарытый (ныне — Ракитянский район Белгородской области). Русский.

### Военная служба

#### Первая мировая война
В августе 1915 года был мобилизован на военную службу в Российскую императорскую армию  и направлен в запасной пехотный полк в город Ярославль. В начале октября с маршевой ротой убыл на Северо-Западный фронт под город Двинск, где воевал младшим, старшим унтер-офицером в составе 78-го пехотного Навагинского генерала Котляревского полка 20-й пехотной дивизии. В мае 1916 года с полком и дивизией переброшен на Юго-Западный фронт под город Дубно и командиром пулемётного взвода участвовал в Брусиловском прорыве. За боевые отличия был  награждён Георгиевскими крестами всех четырёх степеней  и  Георгиевской медалью, а в ноябре 1916 года произведён в подпрапорщики.

#### Революция и Гражданская война
В период Февральской революции 1917 года полк стоял в м. Берестечко, в том же году  Ильин был избран членом полкового комитета. В июне за выступление против Временного правительства он был заключён в Лукьяновскую тюрьму в города Киев. После освобождения избран начальником пулемётной команды 78-го пехотного Навагинского полка. В начале 1918 года был демобилизован и убыл на родину. В пути 13 февраля на станции Бахмач вступил в Красную гвардию и служил командиром пулемётной башни на бронепоезде «Черепаха».
В Гражданскую войну при отходе частей Красной гвардии на Обоянь Курской губернии перешёл в партизанский отряд им. Бридихина и был в нём помощником командира, а с сентября 1918 года — командиром. Участвовал в боях против германских войск и гайдамаков в Курской губернии. В октябре отряд влился в 8-й украинский Обоянский полк 2-й украинской повстанческой дивизии, где был назначен командиром взвода. С переименованием полка в 410-й стрелковый в составе 46-й стрелковой дивизии (июнь 1919) служил в нём командиром взвода, роты, батальона и начальником пулемётной команды. Участвовал в боях против войск генерала А. И. Деникина на Южном фронте, с января 1920 года сражался с врангелевскими войсками в районе Перекопского перешейка и Чонгарского полуострова, затем участвовал в ликвидации врангелевского десанта под Мелитополем, в боях на реке Молочная и Перекопско-Чонгарской операции в Крыму. Член РКП(б) с 1920 года.
С января по май 1921 года проходил переподготовку на повторном отделении при 51-х пехотных курсах в городе Харьков. После возвращения в дивизию был назначен начальником пулемётной команды 37-го стрелкового полка. В июне переведён начальником КУНС в городе Евпатория, а с октября командовал ротой учебной команды и пулемётным батальоном в 23-м учебно-кадровом полку 3-й Казанской стрелковой дивизии УВО. После расформирования полка назначен начальником пулемётной команды дивизионной школы.

#### Межвоенный период
С сентября 1922 года проходил службу помощником начальника, начальником пулемётной команды в 8-м стрелковом полку 3-й Крымской стрелковой дивизии. С ноября 1924 по август 1925 года находился на повторных курсах комсостава при Харьковской школе червонных старшин, после окончания которых командовал ротой, батальоном. С января 1929 года был военкомом 6-го мобилизационного корпуса Цюрупинского и Берёзовского районов. С сентября 1937 года исполнял должность начальника отдела вещевого снабжения 44-й стрелковой дивизии КВО. С июля 1938 года продолжал службу в 45-й стрелковой дивизии помощником командира по материальному обеспечению 135-го стрелкового полка. В сентябре был назначен преподавателем Харьковских военно-хозяйственных курсов. Фактически же работал в 135-м стрелковом полку и участвовал с ним в походе Красной армии в Западную Украину. С ноября 1939 по май 1940 года учился на курсах «Выстрел», затем был назначен помощником командира батальона 1-х Белокоровичских КУНС запаса КОВО. С января 1941 года  исполнял должность заместителя командира 676-го горнострелкового полка 192-й горнострелковой дивизии в городе Борислав.

#### Великая Отечественная война
С началом  войны дивизия в составе 12-й армии Юго-Западного фронта участвовала в приграничном сражении западнее города Станислав, с боями отходила на винницком направлении. С 26 по 31 июля она входила в 6-ю армию Юго-Западного фронта, затем вновь была подчинена 12-й армии Южного фронта и участвовала в Киевской и Уманской оборонительных операциях. 15 августа подполковник Ильин попал с полком в окружение в районе м. Подвысокое Кировоградской области, затем, переодевшись в гражданскую одежду, с группой пробивался на юго-восток. 5 сентября в районе Каховки попал в плен и находился сначала в лагере под Херсоном, с 19 сентября переправлен в город Николаев, а оттуда направлен на Варваровку. В пути 24 сентября бежал и 15 октября в районе ст. Рой Сталинской области перешёл линию фронта на участке 383-й стрелковой дивизии. После выхода в расположение советских войск до апреля 1942 года проходил проверку в особом отделе Южного фронта, затем был назначен командиром 256-го стрелкового полка 30-й Иркутской стрелковой ордена Ленина дважды Краснознамённой дивизии им. Верховного Совета РСФСР. В составе 56-й армии участвовал в боях под Ростовом, Батайском, Краснодаром и в обороне Кавказа. В сентябре — ноябре полковник Ильин состоял в резерве 56-й армии, затем был назначен начальником отдела боевой подготовки штаба армии. В этой должности принимал участие в Северо-Кавказской и Краснодарской наступательных операциях.
В сентябре 1943 года назначен заместителем командира 383-й стрелковой Краснознамённой дивизии. В составе 16-го стрелкового корпуса участвовал в Новороссийско-Таманской наступательной операции, в прорыве обороны противника на рубеже ст. Крымская, Новороссийск, разгроме южной группировки немцев и освобождении Кубани и Таманского полуострова. За эту операцию дивизия была награждена орденом Красного Знамени (9.10.1943). В ноябре она вошла в состав Отдельной Приморской армии и участвовала в Керченско-Эльтигенской десантной операции, с форсированием Керченского пролива и высадкой в Крыму. С апреля 1944 года её части с керченского плацдарма перешли в наступление и участвовали в Крымской наступательной операции, в прорыве обороны немцев и преследовании их до Севастополя. Приказом ВГК № 0104 от 24.04.1944 за отличия в боях по освобождению города Феодосия дивизии было присвоено наименование «Феодосийская». С 12 мая по 1 сентября она в составе Отдельной Приморской армии занимала береговую оборону от города Керчь до города Феодосия, затем была выведена в резерв Ставки ВГК и по железной дороге переброшена на ст. Нурец в Польше, где включена в состав 33-й армии. С 19 октября вместе с армией вошла в 1-й Белорусский фронт и с 14 января 1945 года принимала участие в Висло-Одерской, Варшавско-Познанской наступательных операциях. За образцовое выполнение заданий командования при прорыве обороны немцев южнее Варшавы дивизия награждена орденом Суворова 2-й ст. (19.2.1945), а за бои при вторжении в пределы Бранденбургской провинции ей присвоено наименование «Бранденбургская». В начале апреля она была переброшена на плацдарм южнее города Франкфурт и с 16 апреля участвовала в Берлинской наступательной операции. В ходе её с 26 апреля полковник Ильин вступил в командование 95-й стрелковой Верхнеднепровской Краснознамённой дивизией 38-го стрелкового корпуса и воевал с ней до конца войны.

#### Послевоенное время
После войны в июле 1945 г. дивизия была расформирована, а полковник  Ильин продолжил службу в СВАГ округа Берлин уполномоченным контрольного аппарата и начальником управления комендантской службы.
29 августа 1946 года полковник Ильин уволен в запас.

## Награды
СССР
- орден Ленина (21.02.1945)[3]
- три ордена Красного Знамени (18.11.1942[4], 03.11.1944[3], 03.06.1945[5])
- орден Кутузова II степени (06.04.1945)[6]
- орден Отечественной войны I степени (23.05.1944)[7]
- медали, в том числе:
  - «XX лет Рабоче-Крестьянской Красной Армии» (1938)[4]
  - «За оборону Киева»
  - «За оборону Кавказа»
  - «За победу над Германией в Великой Отечественной войне 1941—1945 гг.»
  - «За взятие Берлина»
  - «За освобождение Варшавы»

Российская империя
- Георгиевский крест 1-й степени
- Георгиевский крест 2-й степени
- Георгиевский крест 3-й степени
- Георгиевский крест 4-й степени
- Георгиевская медаль 4-й степени

Других  государств
- Медаль «За Одру, Нису и Балтику» (ПНР)